# Хюсеин Хилми паша
Хюсеин Хилми паша (на османски турски: حسین حلمی پاشا; на турски: Hüseyin Hilmi Paşa) е османски държавник, два пъти велик везир на Османската империя в периода на Втората конституционна епоха и съосновател на турския Червен полумесец.
Той е сред най-успешните османски администратори в Европейска Турция в началото на XX век, заемал длъжностите валия на Аданския (1897) и на Йеменския (1898 – 1902) вилаети, генерален инспектор на Македония (1902 – 1908), вътрешен министър (1908 – 1909), велик везир (1909 – 1910), правосъден министър (1912) и посланик в Австро-Унгария (1912 – 1918).

## Биография
Хюсеин Хилми е роден на 1 април 1855 година на остров Лесбос в Османската империя. Произхожда от семейство с гръцки произход, приело исляма. Завършва основното си образование в родното си място, като научава френски език на ранна възраст.
Започва да работи в османската държавна структура. Бързо се издига в йерархията, ставайки валия на Аданския вилает (1897), после на Йеменския вилает (1898), който оглавява до 1902 година. Същата година е назначен за генерален инспектор на Македония (ръководейки Солунския, Битолския вилает и Косовския вилает) от султан Абдул Хамид II, което е потвърдено от Великите сили с Пъдарските реформи. На този пост остава до Младотурската революция от юли 1908 година.
През 1906 година е награден с гръцки Орден на Спасителя, първа степен, но, както сам пише, отказва на гръцкия консул в Солун Ламброс Коромилас да го получи поради обвиненията от страна на българи и „зломишленици в Европа“ към османските чиновници, че са „благосклонно настроени към гръцките чети“.
След възстановяването на Османската конституция през 1908 година е назначен за вътрешен министър на Османската империя, след което е велик везир на султан Абдул Хамид II между 14 февруари и 13 април 1909 година. След инцидента от 31 май същата година, при който фундаменталисти овладяват Истанбул за кратко, Хюсеин Хилми паша повторно е везир от 5 май до 28 декември 1909 година.
Заема поста министър на правосъдието (юли – октомври 1912 г.) в кабинета на Гази Ахмед Мухтар паша. През октомври 1912 година е назначен за посланик на Османската империя във Виена, Австро-Унгария, като остава на поста до края на Първата световна война. В интервю за Димитър Думбалаков през 1914 година казва:
| „ | Никога не допущах, че Македония може да стане някога сръбска, че гърците ще завладеят Солун, но съдбата, знаете, често допуща и най-странните неща... Населението в Македония е в своето болшинство българско, после иде по численост турското, гърците са малко, а сърби там никак няма между коренното население... Освен това за свободите на тая страна се бореха и жертваха само българите. Революционната борба и войната – туй бе чисто и само българско дело... В революционно време гърците и сърбоманите, смело казвам това, вървяха наедно с нас, турците, против вашите комитети. На мене и на моята полиция те съобщаваха всичко, каквото научеха за вас, те бяха наши шпиони, приятели и доброжелатели... И когато България реши да воюва, те се присъединиха само да извлекат ползи на ваша и наша сметка. Преди на вас да изменят, те се отнесоха вероломно към нас... Но каквито и да са сърбите и гърците, виновни сме ние, българите и турците, защото не се разбрахме навреме. | “ |

Поради здравословни проблеми остава във Виена до смъртта си през 1922 година. Погребан е в Бешикташ, Истанбул.